# Carex leersii
Carex leersii är en halvgräsart som beskrevs av Friedrich Wilhelm Schultz. Carex leersii ingår i släktet starrar, och familjen halvgräs. Inga underarter finns listade i Catalogue of Life.